# Őfelsége, a Magyar Szent Korona (könyv)
Az Őfelsége, a Magyar Szent Korona Csomor Lajos 1996-ban megjelent műve, amelyben összegezi a Szent Koronával kapcsolatos, a magyarországi főáramlati tudományos kutatás eredményeitől markánsan eltérő elméleteit. Csomor Lajos munkássága, és azon belül is ez a műve széles körben népszerű és hivatkozási alap az alternatív elméletek hívei számára, bár sok kérdésben az ő álláspontjaik is különböznek egymástól.
A könyv a szerző korábbi írásaira, ezen belül is elsősorban az 1986-ban kiadott Magyarország Szent Koronája című könyvére épül, bár helyenként természetesen továbbfejleszti, illetve némileg átdolgozza elméletét. A fő tételek azonban változatlanok: a korona része annak a kincsnek, amit Nagy Károly raboltatott el az avaroktól, és készítői a magyarok elődei, a keresztény avarok voltak. II. Szilveszter pápa és III. Ottó német-római császár ezt a koronát szolgáltatta vissza I. István magyar király „nyomatékos kérésére” i. sz. 1000-ben.

## A könyv szerkezete
A könyv első felében a szerző megfogalmazza elméletét, majd a második felében, mintegy 300 oldalon rajzokkal, köztük több száz saját rajzzal támasztja alá mondanivalóját.
Bevezetőjében a szerző ismerteti korábbi könyve, Magyarország Szent Koronája főbb megállapításait, és az azt követő kutatásainak főbb állomásait. Eszerint a művészettörténeti párhuzamokból arra jutott, hogy a korona kaukázusi műhely alkotása, de eleinte nem tudta összeegyeztetni ezt a hun-avar-keresztény vonallal. A magyar őstörténet további tanulmányozása alapján azonban rájött arra, hogy a Kr. e. 18. század és a Kr. u. 8. század között a Kaukázustól délre a szabír vagy szavárd magyarok éltek, ez volt az egyik magyar őshaza. A magyarok itt keresztelkedtek meg, és itt készült a korona is.
Az első fejezetben Csomor Lajos kifejti a korona szerkezetéről, hogy az egységes egész. Szakmai szemmel részletesen vizsgálja az egész korona szerkezetét, kísérletet tesz összeállításának elméleti rekonstrukciójára, és számos hibát, tökéletlenséget mutat ki ennek során. Ezek egy részét későbbi beavatkozásokra vezeti vissza. Így szerinte a korona felső részét alkotó keresztpántokat 90 fokkal elfordították az eredeti helyzethez képest. A szerző azt valószínűsíti, hogy erre a beavatkozásra még a korona I. István magyar királynak történő átadása előtt kerülhetett sor, mert II. Szilveszter pápa és III. Ottó német-római császár leszereltettek róla egy ereklyét, és ennek nyomait kívánták elfedni. Csomor Lajos meggyőződése továbbá, hogy a koronán Dukász Mihály jelenlegi portréja helyén eredetileg Szűz Mária képének kellett lennie,  mégpedig valószínűleg annak, ami ma a nevezetes Khakhuli triptichonon(en) található.
A következő részben a szerző az összehasonlító adatok hatalmas mennyiségének felvonultatásával sorra kimutatja, hogy ötvösművészeti szempontból a korona nem készülhetett sem Bizáncban, sem pedig a korabeli Európa különböző fejlett vidékein. Ezzel szemben arra a megállapításra jut, hogy a korona – és vele együtt a ma nyugat-európai gyártmánynak tartott korabeli ötvösművészeti remekek nagy része – eredetileg az avar kagán (aki a hun-avar-magyar azonosság és folytonosság révén tulajdonképpen magyar volt) tulajdonában volt, és ezt a kincset Nagy Károly raboltatta el az avaroktól.
Az ezután következő fő fejezetben a szerző a koronával kapcsolatos történelmi és jogtörténeti kérdésekről foglalja össze álláspontját. Visszatér arra, hogy a korona eredetileg jelentősen különbözött mai állapotától. Világi uralkodók képei nem voltak rajta, hanem az oromzati képen Szűz Mária képe állott; más szentek is szerepeltek rajta, más sorrendben. Kijelenti, hogy a Szent Korona a kereszténység legmagasabb rendű és rangú hatalmi jelképe.
A korona a 4. században, a keresztény Szabíria-Ómagyarországban készült, utóbbi létezését több száz helynév elemzésével támasztja alá. (Adzsaria=Madzsaria; Abházia=Abaháza; Kars (tartomány) – innen ered a magyar Karsai családnév; Baku megfelel a moldvai Bákó város nevének, és így tovább.) Csomor a Tarih-i Üngürüsz őskrónikából vezeti le, hogy a korona megrendelője a Hun-Szabír Birodalom következő uralkodója, a szabír Hunor herceg volt. Később Attila hun király koronája volt, majd az avar uralkodók hatalmi jelképe lett. Innen raboltatta el Nagy Károly. Az ősmagyar kalandozó hadjáratok oka az volt, hogy a magyarok tudtak az avar kincsek elrablásáról, és azért járták be Európát hadaikkal, hogy azokat visszaszerezzék. Ez ugyan nem sikerült, de Szent István követelésére a pápa és a császár a koronát visszaadták.
A magyar korona így a hun-avar-magyar jogfolytonosság kifejezője, ugyanakkor a keresztény misztika különleges tárgya, és mint ilyen, szoros összefüggésben áll a magyarság múltbéli, jelenlegi és jövőbeli történelmi szerepével.

## Politikai következtetései
Csomor szerint a Magyar Szent Korona joghatósága nem szüntethető meg, de a királyság eltörlése mégis megszakította a magyar államhatalmi jogfolytonosságot. Ezért helyre kell állítani a Magyar Szent Korona uralmát annak minden bel- és külpolitikai következményével együtt. Ugyancsak helyre kell állítani a korona eredeti, „isteni terv szerinti állapotát”.

## Tipográfia
A szerző sajátos tipográfiai megjelenést is választott a könyv számára: A Magyar Szent Korona kifejezést a könyv főszövegének mintegy 300 oldalán végig, akár minden sorban, félkövérrel szedték. Emellett számos más fontosnak tartott kifejezést is így emeltek ki. Gyakran alkalmazták ezzel együtt vagy emellett a dőltbetűs, időnként az aláhúzásos vagy CSUPA NAGYBETŰS kiemelést is.